# Караган (село)
Караган — село в Солтонском районе Алтайского края. Входит в состав Солтонского сельсовета.

## История
Основано в 1909 г. В 1928 году деревня Карагон состояла из 86 хозяйств, основное население — русские. В административном отношении являлась центром Карагонского сельсовета Солтонского района Бийского округа Сибирского края.

## Население
| 1926 | 1997 | 1998 | 1999 | 2000 | 2001 |
| ---- | ---- | ---- | ---- | ---- | ---- |
| 547  | ↘284 | →284 | ↘270 | ↗290 | ↘288 |
| 2002 | 2003 | 2004 | 2005 | 2006 | 2007 |
| ↘266 | ↘232 | ↘228 | ↗239 | ↘225 | ↘199 |
| 2008 | 2009 | 2010 | 2011 | 2012 | 2013 |
| ↘174 | ↘164 | ↘151 | ↗153 | ↘148 | ↘138 |

Национальный состав
Согласно результатам переписи 2002 года, в национальной структуре населения русские составляли 90 %.